# 徐更光
徐更光（1932年11月18日—2015年1月7日），浙江东阳人，中华人民共和国爆炸理论与炸药应用技术专家。

## 生平
1951年，考入沈阳东北兵工专门学校，1953年，该校并入北京工业学院（北京理工大学的前身），他随校转入北京，后留校任教，从事炸药与应用技术的教学和科研。他先后发明了8701、海萨尔、改B等十余种新型混合炸药，并从事武器弹药的能量和安全性研究。他曾获得1978年全国科学大会奖、国家科学技术进步奖一等奖等。
徐更光长期从事炸药及应用技术的教学与科学研究，先后研制成功8701、海萨尔、改B等各类混合炸药11种，用于装备20多种武器弹药，发展了多种装药新工艺，大幅度提高了武器弹药的能量和安全性。
徐更光主要研究炸药配方设计与应用技术，炸药爆轰数模拟与爆轰参数工程计算、炸药热分解动力学及贮存安定性与作用安全性评估、炸药流变学性质及装药技术以及超细材料对爆轰性能的影响，炸药晶间酸对装药贮存安定性的有害影响研究；RDX/TNT悬浮体系统流变学性质研究；大口径榴弹药的引爆研究；硝基胍的低易损性研究；炸药低比压顺序凝固技术研究；HMX/RDX混合物的应用研究；混合炸药爆轰参数计算；非理想炸药爆轰学及炸药爆轰产物状态方程研究；炸药爆炸能量输出结构研究等课题 。
徐更光的研究分别应用于反坦克破甲武器对空与对舰的武器、压制武器、特种兵器等四十多种弹药，成为我国混合炸药研制、投入生产、装备武器等品种最多的单位之一。